# Премія НАН України імені Ф. Г. Яновського
Премія імені Феофіла Гавриловича Яновського — премія, встановлена НАН України за видатні наукові роботи в галузі терапії, клінічної бактеріології та імунології.
Премію засновано 1993 року постановою Президії НАН України від 22.12.1993 № 362 та названо на честь видатного українського лікаря-терапевта, дійсного члена Всеукраїнської академії наук Феофіла Гавриловича Яновського. Перше вручення відбулося у 1995 році за підсумками конкурсу 1994 року.
Починаючи з 2007 року, премію імені О. О. Яновського присуджує Відділення біохімії, фізіології і молекулярної біології НАН України щотри роки.

## Лауреати премії
| Рік  | Тема | Лауреати                           | Коротко про лауреата |
| ---- | --- | ---------------------------------- | --- |
| 1994 | Цикл робіт «Відновлювальна терапія, диспансеризація та працездатність хворих з артеросклерозом коронарних судин»                                                                     | Следзевська Ірина Казимирівна      | доктор медичних наук, професор, головний науковий співробітник відділу інфаркту міокарда та відновлювального лікування Національний науковий центр «Інститут кардіології ім. М. Д. Стражеска» НАМН України |
| 1995 | Монографія «Ошибки в диагностике заболеваний легких». | Пилипчук Микола Степанович         | доктор медичних наук, професор, завідувач кафедри фтизіатрії Національного медичного університету імені О. О. Богомольця                                                                                   |
| 1995 | Монографія «Ошибки в диагностике заболеваний легких». | Пилипчук В. М.                     | |
| 1995 | Монографія «Ошибки в диагностике заболеваний легких». | Подлєсних Г. А.                    | |
| 1996 | Монографія «Гастроентерологія» | Пелещук Анатолій Петрович          | доктор медичних наук, професор, завідувач кафедри внутрішньої медицини № 3 Національного медичного університету імені О. О. Богомольця                                                                     |
| 1996 | Монографія «Гастроентерологія» | Пєрєдєрій В'ячеслав Григорович     | доктор медичних наук, професор, директор Українського НДІ харчування |
| 1996 | Монографія «Гастроентерологія» | Свінціцький Анатолій Станіславович | доктор медичних наук, професор, завідувач кафедри госпітальної терапії № 2 Національного медичного університету імені О. О. Богомольц                                                                      |
| 1999 | Монографія «Туберкульоз легень в період епідемії: епідеміологічні, клінікодіагностичні, лікувально-профілактичні та організаційні аспекти»                                           | Мельник Василь Павлович            | доктор медичних наук, професор, завідувач кафедри інфекційних хвороб, фтизіатрії і пульмонології ПВНЗ «Київський медичний університет УАНМ»                                                                |
| 1999 | Монографія «Туберкульоз легень в період епідемії: епідеміологічні, клінікодіагностичні, лікувально-профілактичні та організаційні аспекти»                                           | Фещенко Юрій Іванович              | академік НАМН України, директор Національного інституту фтизіатрії і пульмонології імені Феофіла Яновського НАМН України                                                                                   |
| 2009 | Серія праць «Захворювання органів дихання: етіопатогенетичні механізми їх розвитку та сучасні підходи до діагностики, лікування і профілактики»                                      | Регеда Михайло Степанович          | доктор медичних наук, ректор Львівського медичного інституту |
| 2009 | Серія праць «Захворювання органів дихання: етіопатогенетичні механізми їх розвитку та сучасні підходи до діагностики, лікування і профілактики»                                      | Гайдучко Ігор Григорович           | кандидат медичних наук, генеральний директор Львівського медичного інституту |
| 2012 | Монографія «Руководство по хирургии туберкулеза легких» | Калабух Ігор Анатолійович          | доктор медичних наук, завідувач відділення Державної установи «Національний інститут фтизіатрії і пульмонології імені Ф. Г. Яновського НАМН України»                                                       |
| 2012 | Монографія «Руководство по хирургии туберкулеза легких» | Хмель Олег Володимирович           | кандидат медичних наук, завідувач відділення Державної установи «Національний інститут фтизіатрії і пульмонології імені Ф. Г. Яновського НАМН України»                                                     |
| 2012 | Монографія «Руководство по хирургии туберкулеза легких» | Савенков Юрій Федорович            | доктор медичних наук, завідувач відділення ДОККЛПО «Фтизіатрія» |
| 2015 | Серія праць «Сучасні підходи до етіології, патогенетичних особливостей формування імуноалергічних та запальних захворювань органів дихання, їх діагностики, терапії та профілактики» | Фурдичко Любомир Орестович         | кандидат медичних наук, старший лаборант кафедри ендоскопії і малоінвазивної хірургії факультету післядипломної освіти Львівського національного медичного університету імені Данила Галицького            |
| 2015 | Серія праць «Сучасні підходи до етіології, патогенетичних особливостей формування імуноалергічних та запальних захворювань органів дихання, їх діагностики, терапії та профілактики» | Регеда Мар'яна Михайлівна          | кандидат медичних наук, помічник ректора з видавничої роботи Львівського національного медичного університету імені Данила Галицького                                                                      |
| 2018 | Серія праць «Хронічне обструктивне захворювання легень: стратегія запобігання прогресуванню патології»                                                                               | Островський Микола Миколайович     | доктор медичних наук, завідувач кафедри Івано-Франківського національного медичного університету МОЗ України                                                                                               |
| 2018 | Серія праць «Хронічне обструктивне захворювання легень: стратегія запобігання прогресуванню патології»                                                                               | Кулинич-Міськів Мар'яна Олегівна   | кандидат медичних наук, доцент Івано-Франківського національного медичного університету МОЗ України |
| 2018 | Серія праць «Хронічне обструктивне захворювання легень: стратегія запобігання прогресуванню патології»                                                                               | Савеліхіна Ірина Олександрівна     | кандидат медичних наук, асистенту кафедри Івано-Франківського національного медичного університету МОЗ України                                                                                             |
| 2022 | Цикл робіт «Патологічні порушення системного і тканинного дихання при гіпоксії і запаленні та нові методи їх корекції»                                                               | Розова Катерина Всеволодівна       | доктор біологічних наук, провідний науковий співробітник Інституту фізіології імені О. О. Богомольця НАН України                                                                                           |
| 2022 | Цикл робіт «Патологічні порушення системного і тканинного дихання при гіпоксії і запаленні та нові методи їх корекції»                                                               | Портніченко Володимир Ілліч        | доктор медичних наук, завідувач відділу Інституту фізіології імені О. О. Богомольця НАН України |
| 2022 | Цикл робіт «Патологічні порушення системного і тканинного дихання при гіпоксії і запаленні та нові методи їх корекції»                                                               | Портниченко Алла Георгіївна        | доктор медичних наук, завідувач відділу Інституту фізіології імені О. О. Богомольця НАН України |